# 巴爾季納瓦市鎮
巴爾季納瓦市鎮 ，曾是拉脫維亞的一個市鎮，設立於2009年，位於該國東部，與俄羅斯接壤。人口1387人，面積185平方公里，人口密度約7.5人/km2。
2021年7月1日，巴爾季納瓦市鎮与其它市镇一起并入巴爾維市鎮。

## 外部連結
- 巴爾維市鎮官方網站 （页面存档备份，存于） （拉脱维亚文） （英文） （俄文）